# Memoria (film, 1997)
Pour les articles homonymes, voir Memoria.
Memoria est un long métrage italien sur 90 Juifs italiens qui ont survécu au camp de la mort d'Auschwitz-Birkenau. Le film de 1997 a été réalisé par Ruggero Gabbai. Il a été produit par Forma International en collaboration avec le Centro di Documentazione Ebraica Contemporanea de Milan et les historiens Marcello Pezzetti et Liliana Picciotto.

## Intrigue
Le film documentaire, introduit par les lectures de Giancarlo Giannini de Si c'est un homme (Se questo è un uomo) de Primo Levi, recueille les témoignages de plusieurs survivants du camp d'extermination d'Auschwitz, conduits sur les mêmes lieux de leur emprisonnement. Outre le témoignage des souffrances endurées dans le camp, les expériences d'humiliation et de privation dues aux lois raciales de 1938, ainsi que la ségrégation et la capture en Italie, sont également racontées.
Ce long métrage recueille les précieux témoignages de Juifs italiens qui ont survécu au camp d'extermination d'Auschwitz : de leur capture dans les villes italiennes à leur déportation dans des voitures blindées, en passant par l'arrivée et la séparation d'avec leurs proches. La vie dans le camp, la libération et le difficile retour.
Les témoignages des survivants relatés dans le film sont ceux de : Shlomo Venezia, Rubino Romeo Salmonì, Nedo Fiano, Ida Marcheria, Leone Sabatello, Liliana Segre, Alberto Mieli, Goti Herskovits Bauer, Settimia Spizzichino, Piero Terracina, Sabatino Finzi, Elisa Springer, Alberto Sed, Mario Spizzichino, Lina Navarro, Virginia Gattegno, Dora Venezia, Raimondo Di Neris, Matilde Beniacar, Alessandro Kroo, Dora Klein, Luigi Sagi et Elena Kugler. Beaucoup d'entre eux étaient ou sont encore, malgré leur âge avancé, des témoins actifs de la Shoah italienne.

## Production
Le film a été tourné à Rome, Venise, Milan et Auschwitz. Le DVD comprend également une introduction de Moni Ovadia et un compte rendu de la réception au Festival du film de Berlin.

## Distribution
Présenté pour une distribution en Home video, il a également été mis à disposition pour un visionnage gratuit sur le web par la Fondation CDEC à la suite de nombreuses demandes d'écoles, d'institutions et de particuliers,.

## Basé sur le témoignage de 93 Juifs italiens ayant survécu à la déportation
Le film a été réalisé à partir d'entretiens avec 93 « témoins » juifs qui ont survécu à la déportation. « Ils n'apparaissent pas tous dans le film, mais leur témoignage est préservé à jamais ». Les 69 autres témoins qui n'apparaissent pas dans le film sont :
- Ester Amato
- Isacco Bajona
- Silvia Bdlleli
- Stella Benveniste
- Enrico Breiner
- Alessandra Bucci
- Tatiana Bucci
- Angelo Calò
- Ester Calò
- Matilde Choen
- Rachele Choen
- Raimondo Cohen
- Salomone Dana
- Ottaviano Danelon
- Germana Del Mare
- Adriana Di Nepi
- Giuseppe Di Porto
- Lello Di Segni
- Donato Di Veroli
- Errina Di Veroli
- Giuditta Di Veroli
- Leone Di Veroli
- Silvia Di Veroli
- Teo Ducci
- Lucia Eliezer
- Fausta Finzi
- Stella Franco
- Norina Gehan
- Martino Godelli
- Adolfo Gruener
- Enrica Jona
- Gisella Kugler
- Elisa Levi
- Italo Dino Levi
- Rachele Levi
- Rosa Levi
- Mario Limentani
- Liana Millu
- Giacomo Moscato
- Matilde Mustacchi
- Rachele Mustacchi
- Amalia Navarro
- Luciana Nissim
- Graziella Perez
- Lello Perugia
- Settimo Piattelli
- Edo Raba
- Luciana Sacerdote
- Gilberto Salmoni
- Diamantina Salonicco
- Dora Scemaria
- Giulia Sciarkon
- Franco Schoenheit
- Fatina Sed
- Eugenio Sermoneta
- Pacifico Sermoneta
- Iacob Sturm
- Arianna Szörényi
- Giuliana Tedeschi
- Natalia Tedeschi
- Loredana Tisminiesky
- Joseph Varon
- Albina Valech
- Lina Ventura
- Benedetto Vivanti
- Arminio Wachsberger
- Enrica Zarfati
- Milena Zarfati
- Silvana Zarfati